# Nguyễn Văn Cứng
Nguyễn Văn Cứng (1927 - 1995, thường gọi là Bảy Cứng) là thuyền trưởng tàu 42 thuộc đoàn tàu không số (Lữ đoàn 125). Ông đã chỉ huy tàu 42 vận chuyển hàng từ Bắc vào Nam thành công, lần thứ hai mở thông đường Hồ Chí Minh trên biển vào năm 1965. Đặc biệt ở chuyến đi này là chuyến đi đầu tiên và duy nhất vận chuyển 4 quả thủy lôi kiểu KB do Liên Xô chế tạo, mỗi quả nặng hơn 1 tấn, giúp Đoàn 10 đặc công "Rừng Sác" của Quân Giải phóng miền Nam Việt Nam đánh đắm chiến hạm Baton Victory Rouge của Hải quân Hoa Kỳ trên sông Lòng Tàu, làm tắc nghẽn thủy lộ vào cảng Sài Gòn trong suốt tháng 8 năm 1966. Sau đó ông cùng đồng đội đã lập nên nhiều chiến công khác. Bảy Cứng từng giữ nhiều vị trí quan trọng khác như Trung đoàn trưởng trung đoàn 950 phụ trách bến Cà Mau, bến Rạch Giá. Sau khi nghỉ hưu, ông sống tại quê nhà ở xã Tân Ân, huyện Ngọc Hiển, tỉnh Cà Mau. Nguyễn Văn Cứng từ trần năm 1995 khi 68 tuổi.

## Quá trình phục vụ trong Quân đội nhân dân Việt Nam
- 22-11-1946, nhập ngũ, chiến sĩ đại đội Cửu Long 2 thuộc lực lượng Việt Minh Khu IX
- Tháng 8-1947, bị thương trong chiến đấu. Sau khi bình phục, ông được điều được đưa về Phòng Thông tin tuyên truyền khu IX làm nhân viên phát hành báo chí.
- Ngày 19-5-1948 được kết nạp vào Đảng Cộng sản Việt Nam (Xứ ủy Nam Bộ), làm nhân viên xếp chữ Nhà in Tiếng nói miền Tây (thuộc Bộ chỉ huy Khu IX, giữ chức vụ tiểu đội phó.
- Năm 1950 đến 1954: được chuyển công tác sang Nhà in Tiếng súng kháng địch thuộc Phòng Chính trị Liên khu miền Tây, đã giữ các chức vụ tiểu đội trưởng, tổ trưởng Đảng, Phó trưởng ban quản trị nhà in. Có thời gian, ông tham gia sản xuất tự túc.
- Tháng 12-1954, giữ chức Phó trung đội trưởng phụ trách vận chuyển hàng đồ nặng cho Phòng chính trị và nhà in trong thời gian đi tập kết.
- Đầu năm 1955, ông ra đến miền Bắc và theo học lớp chỉnh huấn sĩ quan Quân đội nhân dân Việt Nam.
- Tháng 5 năm 1955, ông đến Trường 45 - Quân chủng hải quân, theo học chương trình Trung cấp thông tin báo vụ.
- Năm 1957 đến năm 1958, ông được giữ lại Trường 45 làm giáo viên khoa thông tin báo vụ, được phong cấp bậc hàm thiếu úy, giữ chức vụ trung đội trưởng, chính trị viên, bí thư lớp học Thông tin quan trắc.
- Năm 1959 đến năm 1961, ông theo học lớp cán bộ điều khiển tàu, thuyền.
- Tháng 7-1961, ông được bổ nhiệm chức vụ thuyền trưởng tàu 67 thuộc Khu tuần phòng 5, Căn cứ 2 của Bộ Tư lệnh Hải quân nhân dân Việt Nam.
- Năm 1962 đến năm 1964, ông được thăng cấp hàm trung úy, giữ chức vụ phân đội phó (như đại đội phó) Phân khu 7 thuộc Khu tuần phòng 5
- Tháng 4 năm 1964, ông được điều động đến Đoàn vận tải 125 chuyên trách vận chuyển hàng từ Bắc vào Nam trên đường Hồ Chí Minh trên biển. Ông được bổ nhiệm làm thuyền trưởng tàu 42 thuộc căn cứ K15.
- Năm 1964, ông tiếp tục giữ chức vụ thuyền trưởng tàu 42, tiểu đoàn phó tiểu đoàn, được thăng cấp hàm thượng úy. Tháng 12 năm 1970, ông được đề bạt làm tiểu đoàn trưởng tiểu đoàn 1 - Đoàn 125(tàu không số) và được thăng cấp hàm đại úy.
- Tháng 3 năm 1971, ông được cử vào miền Nam công tác tại Đoàn vận tải 950 thuộc Quân khu IX, được bổ nhiệm Trung đoàn phó của Đoàn 950 chuyên vận chuyển hàng từ Bắc vào Nam theo phương thức nửa công khai, nửa bí mật bằng loại tàu hai đáy.
- Năm 1982, ông nghỉ hưu.
- Năm 1995, ông qua đời vì căn bệnh nhồi máu cơ tim.

## Các phần thưởng chính
- Huy hiệu 40 năm tuổi Đảng.
- Huân chương Chiến công giải phóng hạng I.
- 2 Huân chương Chiến công giải phóng hạng III.
- 2 Huân chương Chiến công hạng III
- Huân chương Chiến thắng hạng III.
- 3 Huy chương Chiến sĩ vẻ vang các hạng I, II, III.
- Huy chương Chiến sĩ giải phóng hạng III.
- Huy hiệu Thành đồng tổ quốc.
- 4 danh hiệu Chiến sĩ thi đua.
- Anh hùng lực lượng vũ trang nhân dân Việt Nam (truy phong ngày 23-5-2005).[3]